# チェレンツァ・ヴァルフォルトーレ
チェレンツァ・ヴァルフォルトーレ（イタリア語: Celenza Valfortore）は、イタリア共和国プッリャ州フォッジャ県にある、人口約1,500人の基礎自治体（コムーネ）。

## 地理

### 位置・広がり

#### 隣接コムーネ
隣接するコムーネは以下の通り。括弧内のCBはカンポバッソ県（モリーゼ州）所属を示す。
- カルランティーノ
- カザルヌオーヴォ・モンテロターロ
- ガンバテーザ (CB)
- マッキーア・ヴァルフォルトーレ (CB)
- モッタ・モンテコルヴィーノ
- ピエトラモンテコルヴィーノ
- サン・マルコ・ラ・カートラ
- トゥファーラ (CB)
- ヴォルトゥラーラ・アップラ